# Dmitriy Bey
Dmitriy Bey (né le 29 septembre 1967) est un athlète russe spécialiste du sprint. Il s'est surtout illustré sur relais 4 x 400 mètres.

## Biographie

### Palmarès
| Date | Compétition                    | Lieu     | Résultat | Épreuve   | Performance   |
| ---- | ------------------------------ | -------- | -------- | --------- | ------------- |
| 1994 | Championnats d'Europe          | Helsinki | 3e       | 4 × 400 m | 3 min 03 s 10 |
| 1995 | Universiade d'été              | Fukuoka  | 2e       | 4 × 400 m | 3 min 1 s 95  |
| 1997 | Championnats du monde en salle | Paris    | 4e       | 4 × 400 m | 3 min 09 s 75 |
| 1997 | Coupe d'Europe des nations     | Munich   | 3e       | 4 × 400 m | 3 min 03 s 09 |

### Records
| Épreuve    | Épreuve   | Performance | Lieu              | Date            |
| ---------- | --------- | ----------- | ----------------- | --------------- |
| 400 mètres | Plein air | 46 s 23     | Saint-Pétersbourg | 15 juillet 1994 |
| 400 mètres | Salle     | 47 s 26     | Moscou            | 21 janvier 1997 |